# Paraeuchaeta hebes
Paraeuchaeta hebes is een eenoogkreeftjessoort uit de familie van de Euchaetidae. De wetenschappelijke naam van de soort is voor het eerst geldig gepubliceerd in 1888 door Giesbrecht.